# Machnovščyna
Machnovščyna nebo machnovština (ukrajinsky Махновщина) vzniklo během ruské občanské války (1917–1922) na jihovýchodě dnešní Ukrajiny v důsledku pokusu o vytvoření bezstátní anarchistické společnosti a existovalo mezi lety 1918 až 1921.
Během těchto čtyř let zde pod ochranou Revoluční povstalecké armády vedené Nestorem Machnem fungovaly „svobodné sověty“ a libertariánské komuny. Počet obyvatel se pohyboval kolem sedmi miliónů lidí.
V březnu 1920 území obsadily jednotky bílé armády pod vedením Antona Děnikina a ustanovily zde dočasnou vládu Jižního Ruska. Ke konci měsíce se však Děnikinovy jednotky pod náporem Rudé armády stáhly. Machnovy jednotky podporovaly Rudou armádu partyzánskými útoky za bělogvardějskou linií.
Přestože machnovci bývají označování za formu vlády, Machnovščyna bylo organizováno na základě anarchistických zásad a machnovci hráli čistě vojenskou úlohu. Nestor Machno, označovaný jako „baťko“ (otec), nebyl sám o mnoho více než vojenský stratég a poradce. O „moci“ nebo „vládě“ v pravém slova smyslu se tedy nedá mluvit.

## Historie
Od listopadu 1918 do června 1919 budovali machnovci na Ukrajině bezstátní anarchistickou společnost zvanou Machnovščyna. Toto území se rozkládalo mezi dnešními městy Berďansk, Doněck, Záporoží a Dnipro. Většinu obyvatel tvořili rolníci a dělníci a společnost byla založena na rovnosti, solidaritě a vědomí, že práce každého má pro její fungování svůj význam. Na společných záležitostech se domlouvali na setkáních, kterých se mohl účastnit každý a díky kterým každý věděl, co je potřeba dělat.[zdroj?]
Společnost Machnovščyna se přizpůsobovala anarchistickým hodnotám a nejvyšší možnou míru sociální spravedlnosti zajišťovala politika svobodných komunit. Systém vzdělávání byl postaven na zásadách katalánského anarchisty Francisca Ferrera a ekonomika na svobodné směně mezi venkovskými a městskými oblastmi podle teorie Petra Kropotkina. Předmětem směny bylo veškeré zboží od zemědělských plodin a dobytka po průmyslové výrobky.
Nestor Machno požadoval svobodu „slova, tisku, shromažďování“ a „odborového organizování“, kterou považoval za nezcizitelné právo. Machnovci organizovali sjezdy sovětů, na které vysílaly své zástupce dělnické, rolnické a vojenské rady a kterých se mohly účastnit všechny politické skupiny a strany. Přestože Machno bolševiky nazýval diktátory, i oni se mohli těchto sjezdů účastnit. Naproti tomu na území ovládaném bolševiky se národních sjezdů mohli účastnit pouze bolševici, ostatní politické skupiny se mohly účastnit pouze některých místních sjezdů a i na těch měli bolševici právo veta.
Machnovci podle vlastních slov odmítali centralizovanou formu vlády a podporovali „svobodné sověty pracujícího lidu“. Revoluční povstalecká armáda ve svém prohlášení z roku 1920 odmítla autoritářské instituce jakou byla sovětská tajná policie Čeka a mimo to prohlásili státní milice, policii a armádu za zrušené. Lid měl místo těchto organizací vytvořit vlastní sebeobranu organizovanou pouze dělníky a rolníky. Historik Heather-Noël Schwartz tvrdí, že Machno netoleroval autoritářské organizace, a proto také rozpustil sovětské revoluční výbory. Bolševici na druhé straně Machna obviňovali z využívání vlastní tajné policie.
Prvním oficiálním pokusem bolševiků o oslabení Machna byl Trockého Rozkaz č. 1824 ze 4. června 1919, který zakazoval organizování sjezdů. O machnovcích v rozkazu prohlašoval, že neustále ustupují bílé armádě a vedení hnutí obviňoval z neschopnosti, zločineckých sklonů a zrady. Druhé spojenectví mezi machnovštinou a bolševiky v roce 1919 trvalo pouze tři měsíce. Mohlo za to několik faktorů, které se týkaly ideologického rozporu a mimo jiné také nedostatečného zásobování. Klíčovým faktorem bylo však rozdílné vnímání spojenectví. Zatímco machnovci se snažili legitimovat svoje hnutí organizováním sjezdů, bolševici hodlali machnovštinu sofistikovaně začlenit do struktur Rudé armády a následně ji bolševizovat prostřednictvím politruků a vojenské restrukturalizace.
Komunistická vláda v Petrohradu byla ze začátku Machnovým spojencem a nechávala mu pro jeho libertariánký experiment prostor, postupem času se však Machnovščyna, jako ohnisko anarchistického vlivu a zdroj inspirace pro ostatní volnomyšlenkáře, stala pro bolševiky hrozbou. Bolševici obnovili propagandu označující Machnovščyna za vojenský režim a nakonec začali provádět překvapivé vojenské výpady proti machnovským jednotkám. Tyto výpady znamenaly konečný rozpor mezi machnovci a bolševiky.
Bolševický tisk prohlašoval, že vůdci Machnovščyna nejsou voleni demokraticky, ale že jsou jmenováni Machnovou vojenskou klikou. Prohlašoval také, že sám Machno odmítl poskytnout jídlo pro sovětské železničáře a telegrafisty, že v machnovské ústavě jsou zakotveny tajné popravy a mučení a že Machnovy jednotky přepadají konvoje Rudé armády. Mimo to byla anarchistická organizace Nabat obviněna z teroristických útoků na ruském území.

## Ekonomika
Ekonomika Machnovščyna byla směsicí ekonomik vrámci anarchokomunismu a mutualismu, přičemž továrny, farmy a železnice se staly družstvy a vytvořilo se několik bezpeněžných společenství. Většina území pokračovala ve využívání peněz, ale po ruské občanské válce se měla podle plánů ujat anarchokomunistická ekonomika.

## Vlajka

„Smrt všem, kteří stojí v cestě pracujícího lidu.“ – Vlajka nesprávně asociovaná s Revoluční armádou. Machno sám napsal, že nikdy nebyla použitá.

Ukrajinský anarchista Viktor Belaš popsal ve svých pamětech vlajky, které Ukrajinská revoluční povstalecká armáda používala: „[…] ústředí povstalecké armády bylo obklopeno obrovskými černými transparenty […] V sousední budově, kde byly prostory okresního sovětu rolnických a vojenských poslanců, vlály dvě vlajky nesoucí nápisy ‚Moc plodí parazity. Ať žije Anarchie!‘ a ‚Veškerou moc sovětům hned teď!‘“
V knize Židovské pogromy: 1917–1921, kterou napsal Z. S. Ostrovský, byla fotografie vlajky s bílou lebkou a zkříženými hnáty s mottem „Smrt všem, kteří stojí v cestě pracujícím lidem!“ v černém poli, která se dnes připisuje Ukrajinské revoluční povstalecké armádě (URPA). Nestor Machno (vůdce URPA) ale popřel, že by jeho vojáci používali tuto vlajku.